# TT62
La tumba tebana TT62 es una tumba del Antiguo Egipto que se encuentra en Sheikh Abd el-Qurna. Forma parte de la necrópolis tebana, situada en la orilla occidental del Nilo frente a Luxor.

## La tumba
La tumba pertenece a un antiguo egipcio de la dinastía XVIII llamado Amenemwaskhet, quien fue Supervisor del Gobierno durante el reinado de Tutmosis III.
La tumba se inicia con un corto corredor de acceso, al que le sigue una cámara transversal (típica de las tumbas de este período) en la que, en algunos hallazgos de pinturas murales, se muestran los textos y títulos del propietario. A continuación se sitúa una pequeña cámara ortogonal a la anterior en cuyas paredes se representa el cortejo fúnebre hacia la Diosa de Occidente (Hathor) y los ritos sobre la momia. En el techo, figuran los nombres y títulos de los fallecidos.